# Actinoscypha
Actinoscypha är ett släkte av svampar. Actinoscypha ingår i ordningen disksvampar, klassen Leotiomycetes, divisionen sporsäcksvampar och riket svampar.